# Kathleen Rubinsová
Kathleen Hallisey Rubinsová (* 14. října 1978 Farmington, Connecticut, USA) je mikrobioložka a od června 2009 americká astronautka, členka oddílu astronautů NASA. Od roku 2014 se připravovala na svůj první kosmický let jako členka Expedice 48/49 na Mezinárodní vesmírnou stanici (ISS), který se uskutečnil od července do října 2016. K druhému letu se na ISS vydala v říjnu 2020 a setrvala tam do dubna 2021. V roce 2025 opustila oddíl astronautů a vrátila se 

## Život

### Mládí, mikrobioložka
Kathleen Rubinsová pochází z Farmingtonu v Connecticutu na severovýchodě USA, narodila se 14. října 1978. Po absolvování střední školy (1996) studovala molekulární biologii na University of California-San Diego, studium zakončila ziskem titulu bakaláře roku 1999. Roku 2005 získala doktorát (Ph. D.) z mikrobiologie na Stanfordově univerzitě.
Pracovala v Salkově institutu biologických studií (Salk Institute for Biological Studies), kde se zabývala výzkumem způsobu začleňování viru HIV do genomu napadené buňky. Po studiích na Stanfordu spolupracovala se Střediskem pro kontrolu nemocí (Centers for Disease Control, CDC) a Armádním lékařském výzkumném institutu infekčních nemocí (US Army Medical Research Institute of Infectious Diseases) na výzkumu pravých neštovic, poté se jako vedoucí výzkumnice Whiteheadova institutu biomedicínského výzkumu (Whitehead Institute for Biomedical Research) při MIT zaměřila na studium virových nemocí střední a západní Afriky (Ebola, Marburg a další), přičemž podnikla i výzkumnou cestu do Konga.

### Astronautka

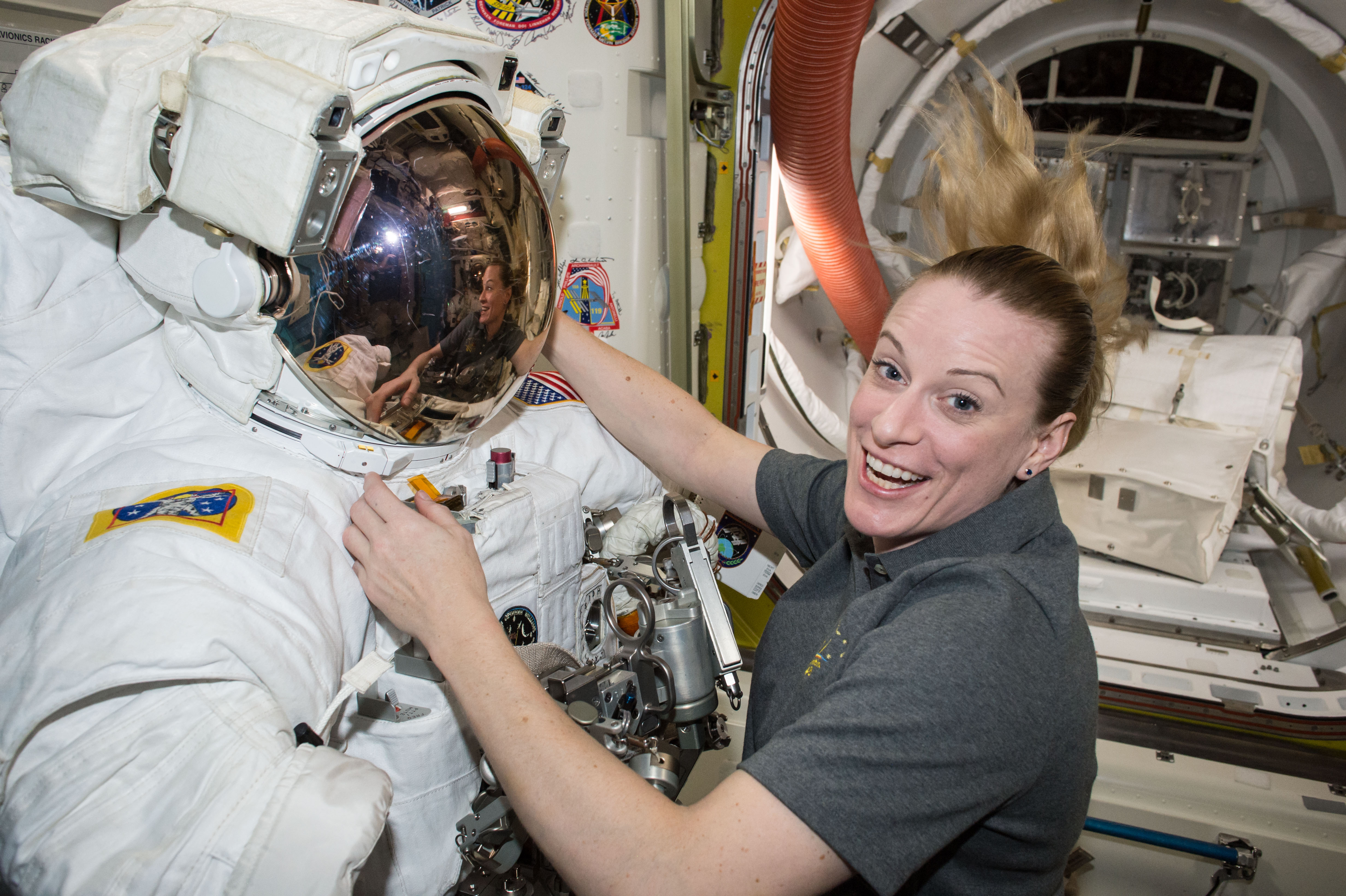
Kate Rubinsová na Mezinárodní vesmírné stanici připravuje svůj skafandr před výstupem do vesmíru, 10. srpna 2016

V červnu 2009 byla ve 20. náboru NASA vybrána mezi její astronauty. Absolvovala dvouletý všeobecný kosmický výcvik, který dokončila v září 2011.
V prosinci 2014 bylo potvrzeno její zařazení do Expedice 48/49 s plánovaným pobytem na Mezinárodní vesmírné stanici (ISS) v červnu – listopadu 2016. Do vesmíru měla letět v kosmické lodi Sojuz MS-01 společně s Anatolijem Ivanišinem a Takujou Ónišim. Trojice byla současně záložní pro Sojuz TMA-19M, který odstartoval k ISS v polovině prosince 2015.
Sojuz MS-01 s Ivanišinem, Ónišim a Rubinsovou odstartoval z kosmodromu Bajkonur 7. července 2016, o dva dny později se spojili se stanicí. Na stanici pracovala téměř čtyři měsíce ve funkci palubní inženýrky. Během letu uskutečnila ve dvojici s Jeffrey Williamsem dva výstupy do otevřeného vesmíru na povrch stanice o celkové délce 12 hodin a 46 minut. Dne 30. října 2016 se s kolegy ve stejné lodi vrátila na Zem po letu trvajícím 115 dní, 2 hodiny, 21 minut a 19 sekund.
Také její druhý let mířil k ISS, stala se členkou Expedice 63/64. V lodi Sojuz MS-17 odstartovala 14. října 2020 jako palubní inženýrka s ruskými kosmonauty Sergejem Ryžikovem a Sergejem Kuď-Sverčkovem, na Zemi se pak společně vrátili 17. dubna 2021 po necelých 185 dnech letu. I na druhé misi absolvovala 2 výstupy do vesmíru o celkové délce 14 hodin a 0 minut, takže si do celkových statistik pobytu ve volném prostoru zapsala 26 hodin a 46 minut.
Po skončení 2. letu získala hodnost majorky a začala působit jako mikrobioložka v 75. inovačním velitelství v Armádní záloza (Army Reserve) v Houstonu. NASA 28. července 2025 oznámila její odchod z oddílu astronautů i z agentury.

### Soukromý život
Kathleen Rubinsová je vdaná.